# AGF Open
L'AGF Open était une compétition du circuit européen de golf qui s'est tenue de 1988 à 1990. La première édition s'est déroulée à Biarritz, tandis que les deux dernières ont eu lieu à La Grande-Motte. En 1990, les sommes remises aux joueurs étaient de 201 358 £, soit l'un des plus faibles montants du circuit européen cette année-là.

## Palmarès
- 1988 : David Llewellyn  Pays de Galles
- 1989 : Mark James  Angleterre
- 1990 : Brett Ogle  Australie